# Mesnil-en-Ouche
Mesnil-en-Ouche es una comuna nueva francesa situada en el departamento de Eure, de la región de Normandía.

## Historia
Fue creada el 1 de enero de 2016, en aplicación de una resolución del prefecto de Eure de 9 de diciembre de 2015 con la unión de las comunas de Ajou, Beaumesnil, Bosc-Renoult-en-Ouche, Épinay, Gisay-la-Coudre, Gouttières, Granchain, Jonquerets-de-Livet, La Barre-en-Ouche, Landepéreuse, La Roussière, Saint-Aubin-des-Hayes, Saint-Aubin-le-Guichard, Sainte-Marguerite-en-Ouche, Saint-Pierre-du-Mesnil y Thevray, pasando a estar el ayuntamiento en la antigua comuna de Beaumesnil.

## Demografía
| Gráfica de evolución demográfica de Mesnil-en-Ouche entre 1800 y 2013 |
|                                                                       |

Los datos entre 1800 y 2013 son el resultado de sumar los parciales de las dieciséis comunas que forman la nueva comuna de Mesnil-en-Ouche, cuyos datos se han cogido de 1800 a 1999, para las comunas de Ajou, Beaumesnil, Bosc-Renoult-en-Ouche, Épinay, Gisay-la-Coudre, Gouttières, Granchain, Jonquerets-de-Livet, La Barre-en-Ouche, Landepéreuse, La Roussière, Saint-Aubin-des-Hayes, Saint-Aubin-le-Guichard, Sainte-Marguerite-en-Ouche, Saint-Pierre-du-Mesnil Thevray de la página francesa EHESS/Cassini. Los demás datos se han cogido de la página del INSEE.

## Composición
| Comuna delegada            | Código INSEE | Población (2013) | Superficie (km²) | Densidad (hab./km²) |
| -------------------------- | ------------ | ---------------- | ---------------- | ------------------- |
| Ajou                       | 27007        | 255              | 9.83             | 26                  |
| Beaumesnil                 | 27049        | 546              | 12.63            | 43                  |
| Bosc-Renoult-en-Ouche      | 27088        | 140              | 7.85             | 18                  |
| Épinay                     | 27221        | 330              | 13.54            | 24                  |
| Gisay-la-Coudre            | 27283        | 239              | 16.27            | 15                  |
| Gouttières                 | 27292        | 199              | 5.14             | 39                  |
| Granchain                  | 27296        | 210              | 8.12             | 26                  |
| Jonquerets-de-Livet        | 27356        | 303              | 10.28            | 29                  |
| La Barre-en-Ouche          | 27041        | 928              | 17.34            | 54                  |
| Landepéreuse               | 27362        | 373              | 8.92             | 42                  |
| La Roussière               | 27499        | 209              | 10.23            | 20                  |
| Saint-Aubin-des-Hayes      | 27513        | 163              | 5.95             | 27                  |
| Sainte-Marguerite-en-Ouche | 27566        | 124              | 5.35             | 23                  |
| Saint-Pierre-du-Mesnil     | 27596        | 102              | 7.92             | 13                  |
| Thevray                    | 27628        | 291              | 14.90            | 20                  |